# Paso Dos Lagunas
El paso Dos Lagunas, paso Portezuelo de la Divisoria o paso O'Higgins es un paso fronterizo entre la República Argentina y República de Chile.  Une la comuna de O'Higgins de la región de Aysén con el Departamento Lago Argentino en la Provincia de Santa Cruz.
En el paso se encuentra el Hito fronterizo IV-0-B, y es un punto clave en la ruta turística Villa O'Higgins-El Chaltén.
Se puede acceder desde el lado chileno por la ruta X-915 y se ubica cerca del aeródromo Laguna Redonda y a 16 kilómetros del asentamiento chileno de Candelario Mancilla.
Del lado argentino no se encuentra pavimentado y se convierte en un sendero de excursionismo.
Es una de las entradas que tiene la reserva provincial Lago del Desierto de Argentina.

## Historia
La controversia de la laguna del Desierto fue resuelta el 21 de octubre de 1994 por un fallo arbitral internacional, ratificado el 13 de octubre de 1995. Posteriormente, se habilitó el paso fronterizo. En 1991, Argentina construyó un camino desde el sur hasta el entonces disputado cuerpo de agua, pero dejó sin conexión la parte norte.